# بنة نرغس (صوغان)
بنة نرغس (بالفارسية: بنه نرگس) هي قرية تقع في إيران في قسم صوغان الريفي. يقدر عدد سكانها بـ 0 نسمة بحسب إحصاء 2016.